# Dirección Federal de Seguridad

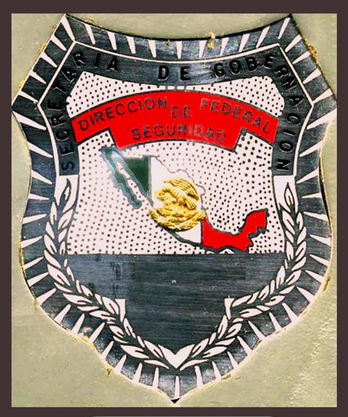
Emblemet för Dirección Federal de Seguridad (DFS).

Dirección Federal de Seguridad (DFS) var Mexikos säkerhetstjänst som var verksamma mellan 1947 och 1985.
Säkerhetstjänsten grundades 1947 av Mexikos president Miguel Alemán Valdés, med hjälp av USA, i och med att USA:s 33:e president Harry S. Truman (D) inrättade Trumandoktrinen och att Kalla kriget startades. Syftet med DFS var att bevara Mexikos interna stabilitet mot alla former av subversion och terrorism. DFS var involverade i de inhemska oroligheterna som drabbade Mexiko mellan 1964 och 1982, där mellan 1 200 och 3 000 personer försvann eller mördades, oroligheterna fick namnet La Guerra sucia (svenska: Smutsiga kriget). På 1970-talet drog narkotikasmugglingen igång på allvar i Mexiko och många anställda vid DFS blev korrupta och började skydda drogkarteller så som Cártel de Guadalajara.
1984 fick den amerikanska narkotikapolisen United States Drug Enforcement Administration (DEA) information om att Cártel de Guadalajara hade ett plantage i delstaten Chihuahua och som gick under namnet Rancho El Búfalo. Den var mer än 1 000 hektar stor och där de odlade årligen marijuana till ett dåtida värde av åtta miljarder amerikanska dollar och kunde förse hela den amerikanska narkotikamarknaden med marijuana. DEA, mexikanska federala poliser och den mexikanska armén drog igång en operation, ledd av DEA-agenten Enrique "Kiki" Camarena, och de slog till mot Rancho El Búfalo och förstörde nästan 11 000 ton marijuana till ett värde på 2,5 miljarder dollar. Cártel de Guadalajara var redan djupt bekymrade över Camarena, som ansågs vara ett stort hot mot drogkartellens existens eftersom Camarena höll också på att utreda kopplingar mellan dem, DFS och Institutionella revolutionära partiet, som gav Cártel de Guadalajara obegränsat med beskydd. Brottssyndikatet vädrade om hämnd och torterade och mördade Camarena i februari 1985. I och med gripandet av drogkartellens ena grundare Ernesto Fonseca Carrillo, arresterades det också 23 andra individer, många av dem var anställda eller före detta anställda hos just DFS. Detta var bara en av händelserna och många ropade på att DFS skulle upplösas. Den då sittande mexikanska regeringen var tvungen att agera och beslutade om att DFS skulle upphöra som självständig organisation och fusionerades med Dirección General de Investigaciones Políticas y Sociale och bildade Dirección General de Investigación y Seguridad Nacional, föregångaren till dagens underrättelsetjänst Centro de Investigación y Seguridad Nacional (CISEN), som sedan 2018 går under namnet Centro Nacional de Inteligencia (CNI).